# Zvartnots Armenian Airlines Fowtbolayin Akowmb
El Zvartnots Armenian Airlines Fowtbolayin Akowmb (en armeni Զվարթնոց-ԱԱԼ Ֆուտբոլային Ակումբv) fou un club de futbol armeni de la ciutat d'Erevan.

## Història
El club nasqué el febrer de 1997. Aquest mateix any debutà a la lliga armènia, acabant vuitè a la First League. El 1998 fou campió de la categoria i ascendí a la primera divisió. Ràpidament esdevingué un dels clubs armenis més destacats. El 2001 fou subcampió darrere el FC Pyunik. L'any 2003 es va desfer, desapareixent.